# Distretto di Río de Jesús
Il distretto di Río de Jesús è un distretto di Panama nella provincia di Veraguas con 5.102 abitanti al censimento 2010

## Geografia antropica

### Suddivisioni amministrative
Il distretto è suddiviso in cinque comuni (corregimientos):
- Río de Jesús
- Las Huacas
- Los Castillos
- Utira
- Catorce de Noviembre